# موتور احمد نظری
موتور احمد نظری یک منطقهٔ مسکونی در ایران است که در دهستان نورآباد (منوجان) واقع شده‌است.